# Universal Transverse Mercator

Jämförelse mellan UTM och geodetiska koordinater i zon 28 norr.

Universal Transverse Mercator (UTM) är ett koordinatsystem bestående av tvärställda, skärande kartprojektioner som täcker jorden från 80°S till 84°N. Polerna täcks av koordinatsystemet Universal Polar Stereographic (UPS).

## Zoner och parametrar
Systemet består av 60 projektionszoner i Gauss-Krügers (Transversal Mercator) projektion och varje zon är 6 grader bred. Genom att skalfaktorn på centralmeridianen är 0,9996, så blir geografiska objekt på centralmeridianen 0,4 promille för små, och geografiska objekt på zongränsen vid ekvatorn blir drygt 1 promille för stora, medan det finns två linjer, på nästan konstant avstånd från centralmeridianen, som får korrekt skala.
För att koordinaterna skall bli praktiskt användbara är de försedda med ett x-tillägg ("false northing") som är 0 meter norr om ekvatorn och 10 000 000 meter söder om ekvator och ett y-tillägg ("false easting") som är 500 000 meter vid projektionszonens medelmeridian. För att ange om en koordinat är norr eller söder om ekvatorn är projektionszonerna ibland indelade i en nordlig zon och en sydlig zon angett med suffixen N och S, till exempel zon 34N

## Användning av UTM i Sverige
Sverige täcks av de norra zonerna 32-35 och systemet används i första hand i internationellt samarbete. Det nya svenska koordinatsystemet SWEREF 99 TM använder samma kartprojektion som UTM zon 33 (centralmeridian 15 grader ost), men då utvidgad så hela Sverige täcks. UTM-nätet ritas ibland ut på svenska kartor med blå färg.

## Universal Polar Stereographic
Universal Polar Stereographic (UPS) är ett systersystem som täcker områdena kring polerna, upp till 80°S och ner till 84°N. Det används i stället för UTM där, då bland annat zonerna i UTM där skulle bli opraktiskt små.

## Military Grid Reference System
Military Grid Reference System (MGRS) är en utbyggnad av UTM och UPS som anger rutor snarare än punkter. I MGRS delas Jorden in i geografiska rutor, som med några få undantag är 6° breda och 8° höga, dessa delas sedan in i 10-milsrutor som sedan delas in efter behov.
Viktigt att tänka på vid användning av MGRS är att man inte skall avrunda koordinaterna. Eftersom de anger rutor kan man då ange i fel ruta.